# HC Topoľčany
HC Topoľčany je hokejový klub z Topoľčan. Byl založen roku 1932.

## Názvy klubu
- 1932 - AC Juventus Topoľčany
- 1935 - ŠK Topoľčany
- 1939 - TS Topoľčany
- 1949 - TJ Sokol NV Topoľčany
- 1953 - TJ Spartak Kablo Topoľčany
- 1964 - TS Topoľčany
- 1984 - TJ Slovan OSCR Topoľčany
- 1990 - HC Topoľčany
- 1993 - HC VTJ Topoľčany
- 1995 - HC VTJ Telvis Topoľčany
- 2006 - HC Topoľčany

## Slavní hráči
- Miroslav Šatan
- Ľubomír Višňovský
- Tibor Višňovský
- Ľubomír Hurtaj
- Radoslav Hecl
- Andrej Kollár
- Tibor Melichárek
- Jozef Kováčik